# Зграда Народног позоришта у Суботици
Зграда Народног позоришта у Суботици је подигнута 1854. године, проглашена је за непокретно културно добро као споменик културе од великог значаја.

## Историјат
Први писмени акт о изградњи професионалног позоришта у Суботици потиче из 1793. године, док одлуку о градњи позоришне зграде Магистрат града доноси тек 1847. године. Према пројекту архитекте Јаноша Шкултетија из 1845. године саграђена је монументална грађевина двоструке намене – хотел са гостионицом у крилу подигнутом 1853. године и позориште, друго крило које је завршено 1854. године. На њој је тада истакнут данашњи назив Народно позориште - (мађ. Népszínház).

## Изглед зграде
Основа зграде прилагођена је парцели, са два крила посебних функција обједињена су раскошним фоајеом, док је трокрако свечано степениште ка спрату водило до дворана (велике и мале позоришне сале). Изградњу и опремање помогле породице, свака је опремала своју ложу и биле су различите, 450 седишта у партеру, 45 ложа и 160 места за стајање.
Многобројним интервенцијама зграда је измењена, а најочуванији је средишњи прочеони део. Реконструкција Позоришта је обављена 1904. године и промењен је натпис на тимпанону (Хотел Пешта у Народно позориште). Пожар из 1915. године уништио је други ентеријер, па су се представе неко време играле у балској дворани хотела. Првобитно традиционално гледалиште потковичастог облика са галеријама у три нивоа је измењено. Следећа обнова уследила је 1926. године по пројекту инжењера Косте Петровића. Андрија Денегри је 1952. године пројектовао кружну покретну позорницу. Девастирање је настављено вађењем седишта из сале 1986. године.
Конзерваторски радови започети су у периоду 2000–2002. године.